# اسپان
اسپان (به انگلیسی: Spun) یک فیلم سینمایی درام جنایی و کمدی سیاه آمریکایی محصول سال ۲۰۰۲ به کارگردانی یوناس اوکرلوند از فیلمنامه اصلی ویلیام دی لوس سانتوس و کریتون ورو است، در این فیلم جیسون شوارتزمن، جان لگویزمائو، مینا سوواری، پاتریک فوگیت، پیتر استورماره، آلکسیس آرکت، دبی هری، راب هالفورد، اریک رابرتز، کلوئی هانتر، نیکولاس گونزالز، بریتانی مورفی و میکی رورک بازی می‌کنند.

## داستان
«راس» که از کالج اخراج شده، به مصرف شیشه گراییده و چندین رفیق عجیب و غریب پیدا کرده‌است، اما در ته دلش می‌خواهد دوباره با دوست دختر سابقش، «ایمی» رابطه برقرار کند…